# San Millán de Yécora
San Millán de Yécora tỉnh và cộng đồng tự trị La Rioja, phía bắc Tây Ban Nha. Đô thị này có diện tích là 10,77 ki-lô-mét vuông, dân số năm 2009 là 61 người với mật độ 5,66 người/km². Đô thị này có cự ly 60 km so với Logroño.